# Organohafniumchemie
De organohafniumchemie bestudeert verbindingen waarin een directe binding voorkomt tussen koolstof en het metaal hafnium. Het is daarmee een subdiscipline van de organometaalchemie. De reacties van organohafniumverbindingen zijn vergelijkbaar met die van organozirkoniumverbindingen; beide metalen staan immers in dezelfde groep van het periodiek systeem.
Met cyclopentadienyl worden hafnocenen gevormd, die als katalysatoren worden aangewend bij α-alkeenpolymerisaties. Bekende voorbeelden van deze toepassing worden gevormd door Cy2HfCl2, Cy2HfH2 en Me2Cy2Hf(IV), met Cy = (C5H5)−.

## Navigatie
Navigatie Koolstof-elementbinding